# Ectopleura larynx
Espèce
Ectopleura larynx est une espèce d'hydrozoaires de la famille des Tubulariidae.

## Notes et références

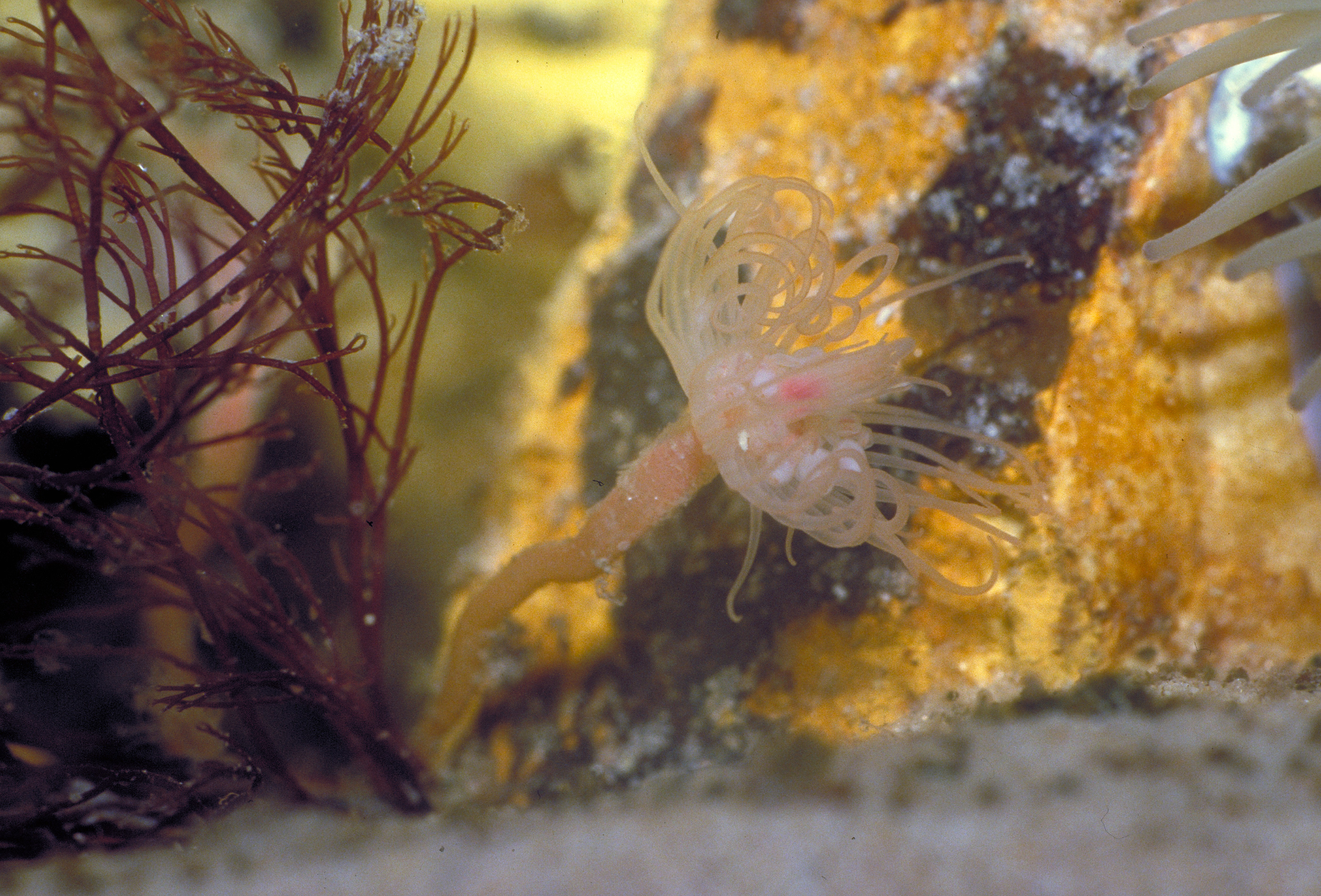